# Inopeplus olliffi
Inopeplus olliffi is een keversoort uit de familie platsnuitkevers (Salpingidae). De wetenschappelijke naam van de soort werd in 1887 gepubliceerd door Van de Poll.